# Pedro Laín Entralgo
Pedro Laín Entralgo (Urrea de Gaén, 15 febbraio 1908 – Madrid, 5 giugno 2001) è stato un medico, storico e filosofo spagnolo. Noto per i suoi lavori sulla storia della medicina e sull'antropologia.

## Biografia
Nato a Urrea de Gaén (Teruel, Spagna) nel 1908, conseguì la laurea in medicina presso l'Università di Valencia nel 1927 e un dottorato in scienze chimiche e medicina nel 1930 all'Università Complutense di Madrid, con una tesi del titolo: "El problema de las relaciones entre la medicina y la historia" ("Il problema dei rapporti tra medicina e storia").
Nel 1942 ha ottenuto la cattedra di Storia della Medicina presso l'Università di Madrid, nel 1946 entra nell'accademia reale di medicina spagnola. Nel 1951 divenne rettore dell'Università Complutense di Madrid.
Fu membro della Reale Accademia Spagnola, nella quale entrò il 30 maggio 1954 e di cui fu direttore dal 1982 al 1987. Nel 1989 ha ricevuto il Premio Principe delle Asturie per la Comunicazione e gli Studi Umanistici.
Morì a Madrid il 5 giugno 2001.

## Lavoro
I suoi lavori hanno trattato diversi ambiti. Oltre ad aver svolto studi su medicina e psicologia con una serie di lavori di particolare importanza, contribuì ad ampliare la storia della medicina e a mappare la genesi e i caratteri della cultura spagnola contemporanea in numerosi scritti.
Ha pubblicato diversi libri di antropologia filosofica in cui ha analizzato la natura profonda dell'essere umano e l'attuale storia e teoria del problema del corpo e dell'anima.